# Fromentières (Mayenne)
Fromentières is een gemeente in het Franse departement Mayenne (regio Pays de la Loire) en telt 766 inwoners (2004). De plaats maakt deel uit van het arrondissement Château-Gontier.

## Geografie
De oppervlakte van Fromentières bedraagt 22,3 km², de bevolkingsdichtheid is 34,3 inwoners per km².

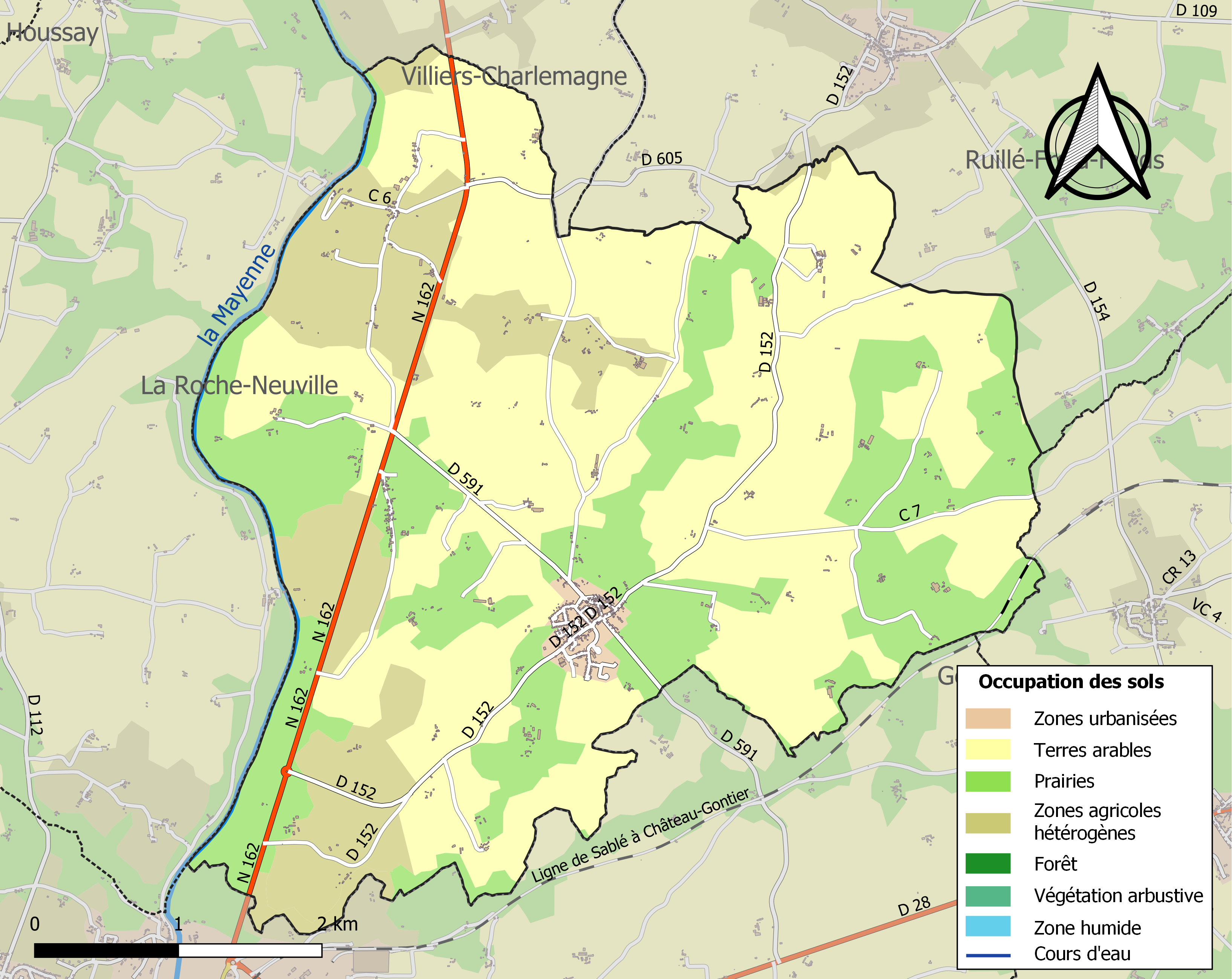
Kaart van de gemeente met de belangrijkste infrastructuur, bodemgebruik en omliggende gemeenten

## Demografie
Onderstaande figuur toont het verloop van het inwonertal (bron: INSEE-tellingen).